# Marián Tomčák
Marián Tomčák (* 17. července 1956 Kežmarok) je bývalý slovenský fotbalový útočník.

## Fotbalová kariéra
Hrál za Inter Bratislava a Tatran Prešov. V československé lize nastoupil ve 233 utkáních, dal 60 gólů a odehrál 18.027 minut.

## Ligová bilance
| Ročník                                   | Zápasy | Góly | Minuty | Klub             |
| ---------------------------------------- | ------ | ---- | ------ | ---------------- |
| 1. československá fotbalová liga 1979/80 | 12     | 1    | 579    | Inter Bratislava |
| 1. československá fotbalová liga 1980/81 | 26     | 15   | 2 144  | Inter Bratislava |
| 1. československá fotbalová liga 1981/82 | 27     | 10   | 2 257  | Inter Bratislava |
| 1. československá fotbalová liga 1982/83 | 30     | 6    | 2 408  | Inter Bratislava |
| 1. československá fotbalová liga 1983/84 | 26     | 4    | 1 859  | Inter Bratislava |
| 1. československá fotbalová liga 1984/85 | 25     | 5    | 1 642  | Inter Bratislava |
| 1. československá fotbalová liga 1985/86 | 30     | 7    | 2 413  | Inter Bratislava |
| 1. československá fotbalová liga 1986/87 | 28     | 5    | 2 150  | Tatran Prešov    |
| 1. československá fotbalová liga 1987/88 | 29     | 7    | 2 575  | Tatran Prešov    |
| CELKEM                                   | 233    | 60   | 18 027 |                  |